# САУ с 535-мм орудием Д-80 на базе ЗИЛ-135Л
САУ с 535-мм орудием Д-80 на базе ЗИЛ-135Л — советский проект самоходной артиллерийской установки (конструктивно относящейся к классу самоходных миномётов) с 535-мм орудием-пусковой установкой, предназначенной для стрельбы корректируемыми активно-реактивными снарядами, на многоосном автомобильном шасси повышенной проходимости, разрабатывавшийся в 1960-х годах ОКБ Артиллерийского завода № 9. Не реализован в металле по причине потери концепцией сверхдальнобойных орудий-пусковых установок своей актуальности из-за скачка в развитии ОТРК традиционной конструкции.

## История создания
В начале 1962-х годов ОКБ Артиллерийского завода № 9 был разработан проект орудия-пусковой установки особой мощности, которое по своим характеристикам было сопоставимо с ОТРК того периода, получившего обозначение Д-80. В рамках этой темы были проработаны три варианта САУ с различными модификациями орудия. Первым из них стала колёсная самоходная установка, в качестве базового шасси для которой предполагалось использовать опытный тягач ЗИЛ-135Л с автоматической трансмиссией (который на тот момент также планировался на роль базового шасси для монтажа ПУ 2П16 ОТРК 2К6 «Луна») в агрегате с двухосным активным полуприцепом. Проект колёсной САУ успешно прошёл этап защиты в ГРАУ и у министра оборонной промышленности СССР С. А. Зверева. На момент разработки система Д-80 составляла серьёзную конкуренцию комплексу 2К6 «Луна»: так, ОКБ-9 была разработана система наведения и коррекции снаряда, которая позволяла достичь аналогичной точности. Тем не менее, в связи с появлением современного ОТРК 9K79 «Точка» дальнейшая разработка всех вариантов Д-80 наземного базирования потеряла смысл и работы по ним были прекращены, так и оставшись, за исключением выполненного в металле шарового затвора для казнозарядных вариантов орудия, на уровне расчётов и демонстрационных макетов.

## Описание конструкции

### Вооружение
В качестве вооружения САУ планировалось расположенное открыто нарезное орудие-пусковая установка Д-80 калибра 535 мм, предназначенное для стрельбы активно-реактивными снарядами массой 905 кг, расчётная дальность стрельбы которого составляла 60 км. В проекте данной машины орудие размещалось не на основном шасси, а на активном полуприцепе и было дульнозарядным, стрельба из него велась с миномётной опорной плиты. Над кабиной машины должна была располагаться специальная вращающаяся кассета с боезапасом из 4 АРС, предназначенная для заряжения орудия.

### Двигатель и трансмиссия
Силовая установка машины, стандартная для ЗИЛ-135Л, состояла из двух карбюраторных 8-цилиндровых V-образных двигателей ЗИЛ-375 мощностью в 180 л. с. каждый. Трансмиссия — гидромеханическая, с 6-ступенчатой автоматической коробкой передач.

### Ходовая часть
Колёсная ходовая часть согласно проекту планировалась пятиосной полноприводной и должна была включать в себя четырёхосное шасси тягача и двухосный активный полуприцеп. Колёса оснащались односкатными тонкостенными шинами большого диаметра И-159, давление в которых могло регулироваться в диапазоне от 0,5 до 2,5 кгс/см2.
Подвеска крайних мостов тягача — независимая торсионная на двух поперечных рычагах, оснащённая танковыми гидроамортизаторами. Средние мосты машины подвешивались жёстко.

### Модификации

#### Д-80С
Д-80 на гусеничном шасси Объект 429 (вариант тягача МТ-Т).

#### Д-80-2
Изменена система заряжения, гусеничное шасси тягача МТ-ЛБ.

### Сноски
1. ↑  Максимально возможная масса: снаряжённая масса шасси составляла 10,5 т и грузоподъёмность — 9,5 т.
2. ↑  Характеристика базового шасси.
3. ↑  Примечательно, что это же, фактически, одновременно стало причиной и прекращения дальнейших работ не только над самоходной установкой с Д-80, но и над предполагавшимся для неё шасси ЗИЛ-135Л.